# Merci voor de muziek
Merci voor de muziek is een Belgisch tv-programma dat in 2019 werd uitgezonden door de VRT.
Presentatoren Nora Gharib en Bart Peeters namen gasten naar een geheime locatie waar ze werden verrast door een bekende artiest of een andere muzikaal onderwerp. Daarnaast ontving koningin Mathilde elke aflevering een jongere om met hen over muziek te praten en naar hun muzikale kunsten te luisteren.
Vanwege de coronapandemie is er in 2020 geen tweede seizoen opgenomen, maar werd volstaan met een kerstaflevering.